# Ottokar Chiari
Ottokar Freiherr von Chiari (Praga, 1º febbraio 1853 – Puchberg am Schneeberg, 12 maggio 1918) è stato un medico austro-ungarico.

## Biografia
A Vienna fu assistente di Leopold von Schrötter (1837-1908), successivamente a Karl Stoerk (1832-1899) come direttore della clinica laringologica Era figlio del ginecologo Johann Baptist Chiari (1817-1854) e il fratello minore del patologo Hans Chiari (1851-1916).
Ottokar Chiari è specialista nel settore dell'otorinolaringoiatra ed è accreditato per creato nuove procedure chirurgiche presso la clinica laringologica di Vienna. Nel 1912 fece un'operazione sull'osso etmoide.

## Opere
- Erfahrungen aus dem Gebiete der Hals- und Nasen-Krankheiten. (1887).
- Krankheiten der oberen Luftwege. Vols. 1-3. Leipzig und Wien: Franz Deuticke, (1903).
- Die Wiener Klinik für Nasen- und Kehlkopfkrankheiten : erste Vorlesung in der neuen Klinik (1911)
- Chirurgie des Kehlkopfes und der Luftröhre (1916).